# Göran Johansson (utredare)

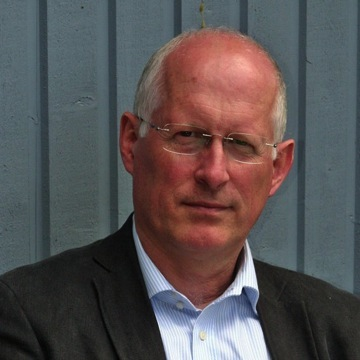
Göran Johansson

Göran Johansson, född 28 augusti 1947 i Degerfors, är en svensk statlig utredare.
Göran Johansson, som är socionom, har haft olika chefstjänster i stat och kommun, bland annat som socialchef i Jokkmokks kommun på 1970-talet, distriktschef i Botkyrka och byråchef i Socialstyrelsen på 1980-talet och socialdirektör i Sundsvall på 1990-talet. 
På 2000-talet har han varit ansvarig för flera statliga utredningar. Bland dessa kan nämnas Socialstyrelsens arbete med en handlingsplan för nationellt stöd till kunskapsutveckling inom socialtjänsten, Utredningen om Vräkning och hemlöshet bland barnfamiljer, (SoU 2005:88). Mellan 2006 och 2011 ledde han Utredningen om vanvård i den sociala barnavården (S 2006:05). Utredningen publicerade två rapporter, SOU 2009:99 "Vanvård i social barnavård under 1900-talet" och SOU 2011:61 "Vanvård i social barnavård - slutrapport".
Mellan 1997 och 2001 var Göran Johansson ordförande i Föreningen Sveriges Socialchefer, FSS.